# Завариха
Завариха — деревня в Никольском районе Вологодской области.
Входит в состав Завражского сельского поселения, с точки зрения административно-территориального деления — в Завражский сельсовет.
Расстояние по автодороге до районного центра Никольска — 33 км, до центра муниципального образования Завражья — 3 км. Ближайшие населённые пункты — Завражье, Сорокино, Старыгино.
По переписи 2002 года население — 57 человек (23 мужчины, 34 женщины). Всё население — русские.